# 1909 în artă
← 1906 în artă — 1907 în artă — 1908 în artă ——  1909 în artă  —— 1910 în artă — 1911 în artă — 1912 în artă →
1909 în artă implică o serie de evenimente:

## Evenimente

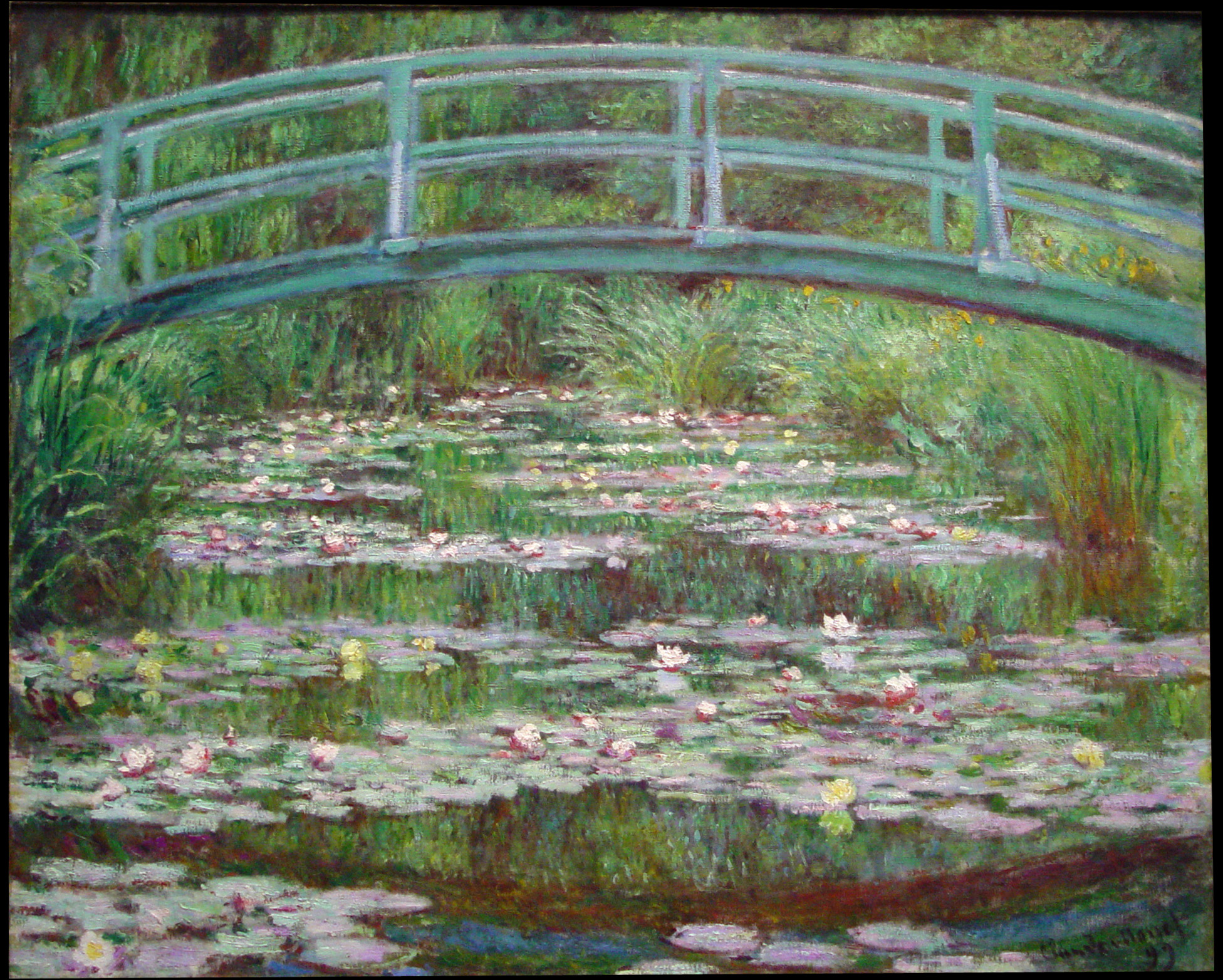
Pod japonez și nuferi (circa 1899) de Claude Monet — parte a seriei Nuferi, expusă în 1909

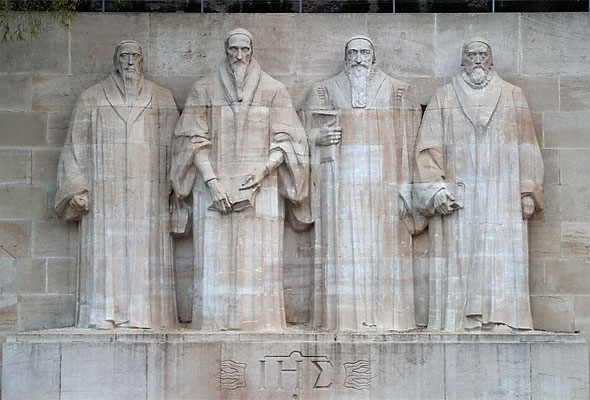
La centrul Zidului Reformei, monument închinat Reformei Protestante, creat în 1909, la Geneva, Elveția, se află statuile lui William Farel, John Calvin, Theodore Beza și John Knox.

### Evenimente artistice oriunde
- 20 februarie — Manifestul futurist ( Manifesto del Futurismo) al lui Filippo Tommaso Marinetti este publicat pentru prima dată, în ziarul francez Le Figaro.
- mai - iunie – Seria de picturi a lui Claude Monet numită Nuferi este expusă, pentru prima dată, la galeria Paul Durand-Ruel din Paris.
- 22 iulie – Pictorul irlandez, văduvul John Lavery, se căsătorește cu pictorița americană, de origine irlandeză Hazel Martyn.
- Prima carte de poezii a lui Guillaume Apollinaire este ilustrată cu imagini de intarsie în lemn, realizate de André Derain.
- Pictorul Léon Bakst începe a crea picturi de scenă pentru celebrul ansamblu de balet Ballets Russes al impresarului Sergei Diaghilev, incepând cu baletul Cleopatra.
- Robert Delaunay începe a picta seriile numite Saint-Sévrin, Ville (Orașul) și La tour Eiffel (Turnul Eiffel).
- Sculptorul lituanian (evreu lituanian) Jacques Lipchitz se mută la Paris pentru a studia și lucra.
- „Părinții cubismului,” Pablo Picasso și Georges Braque, crează primele lor lucrări de cubism analitic.
- Grupul Liga separată a iubitorilor de artă și artiștilor [plastici] vestgermani (denumirea originară, Sonderbund westdeutscher Kunstfreunde und Künstler), cunoscut, de asemenea, ca Grupul Sonderbund, grup special de iubitori de artă și de artiști plastici este creat în 1909, la Düsseldorf. Grupul va fi dizolvat în 1916.
- Locația Kunsthalle Mannheim este transformantă într-o galerie de artă permanentă.
- Ansamblul monumental Zidul Reformei, monument închinat Reformei Protestante, este creat în 1909, la Geneva, Elveția, de către arhitecții elvețieni Charles Dubois, Alphonse Laverrière, Eugène Monod și Jean Taillens, la care se adaugă lucrările sculptorilor francezi Paul Landowski și Henri Bouchard, reprezentând figuri importante ale Reformei.
- Fotograful Sergey Prokudin-Gorsky este desemnat de țarul Nicolae al II-lea al Rusiei să înceapă să realizeze o documentare generală a imperiului folosind fotografii color.
- Henri Gaudier o întâlnește pe Sophie Brzeska la Bibliothèque Sainte-Geneviève din Paris.

## Galerie (lucrări din 1909)

Lucrări reprezentative
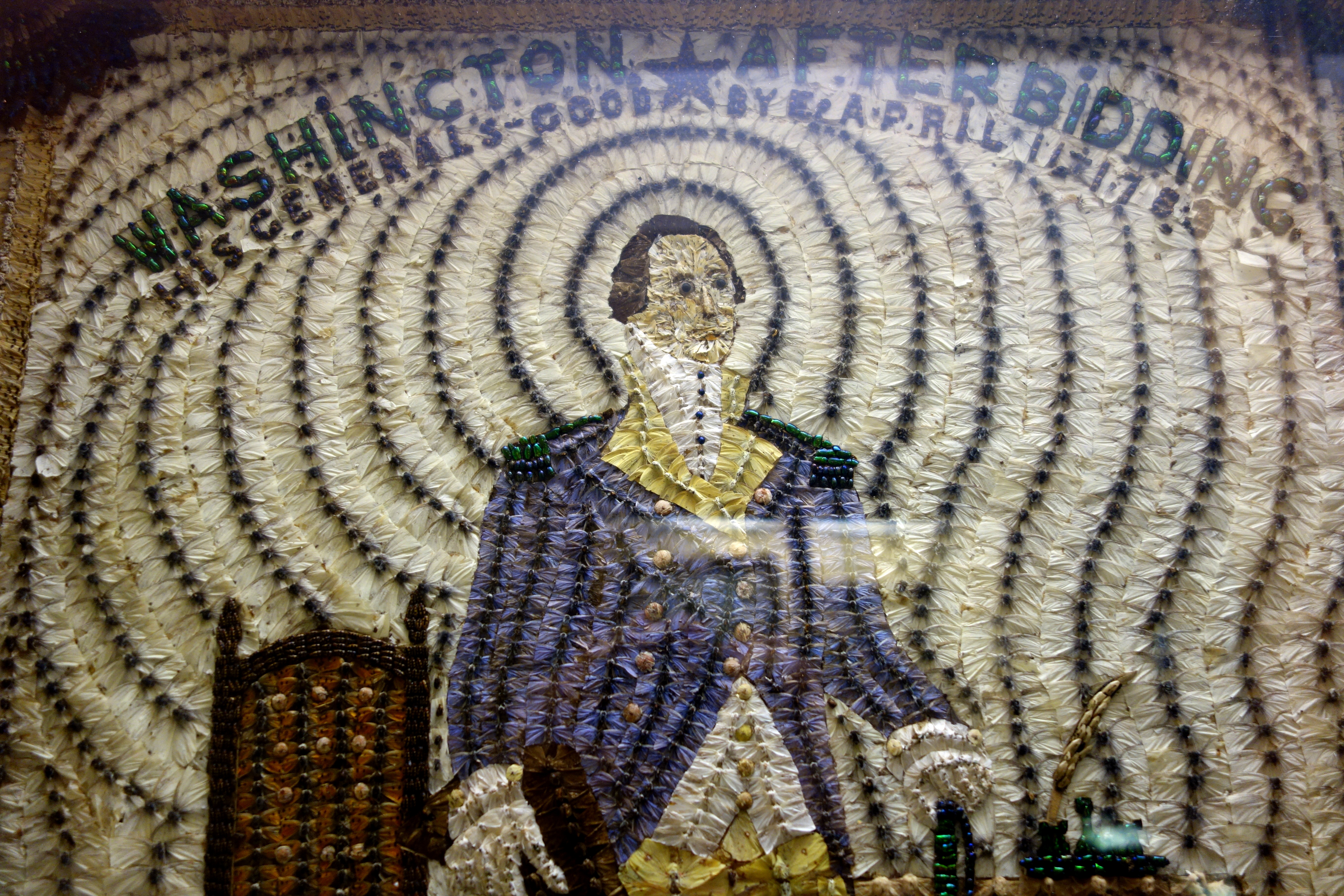
1909 – John Hampson – Washington după ce și-a luat rămas bun de la generalii săi, 11 aprilie 1783 - (în engleză Washington after Bidding his Generals Good-Bye, April 11, 1783), mozaic terminat în 1909 - Fairbanks Museum and Planetarium